# Igreja Católica na Espanha
A Igreja Católica na Espanha faz parte da Igreja Católica Romana, sob a liderança espiritual do papa em Roma e da Santa Sé. O catolicismo é a religião de maior expressão na Espanha, com cerca de três quartos da população a se declararem seguidores.
A Igreja está estruturada em 14 províncias eclesiásticas divididas em 69 dioceses, distribuídas em toda o território espanhola, além do Ordinariato Militar. Enquanto cada diocese - encabeçada por um bispo - é autônoma, a Conferência Episcopal Espanhola é composta por todos os bispos da Espanha com o objetivo de executar conjuntamente algumas funções pastorais.
A Constituição espanhola de 1978 estabelece o Estado aconfessional, desde que as autoridades públicas levem em conta as crenças religiosas da sociedade, mantendo relações de cooperação com a Igreja Católica e com outras confissões. Desse modo, as relações entre o Estado espanhol e a Santa Sé são regularizadas pelo Acordo de 1976 e os três acordos 1979, que modificaram e substituíram a Concordata de 1953.

## História

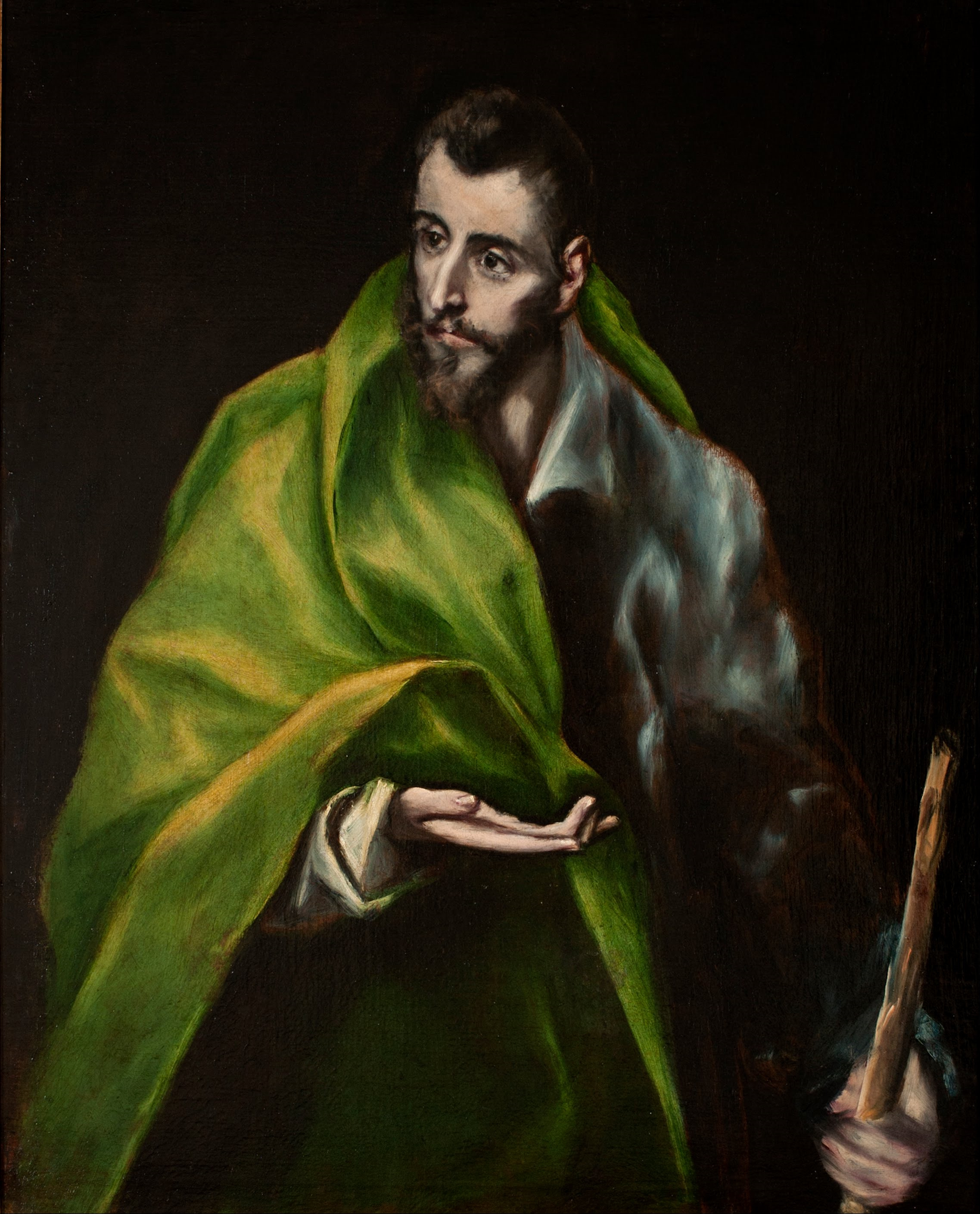
Santiago El Mayor, pintura de El Greco, representado com um bastão como um peregrino

A presença do cristianismo na Espanha remonta a quase dois mil anos atrás. A Tradição relata suas origens durante a evangelização da Península Ibérica, no século I, por meio do apóstolo Santiago Maior (ligado às histórias do aparecimento de seu túmulo em Santiago de Compostela e da Virgem do Pilar em Zaragoza), e de São Paulo, cuja viagem à Hispânia não se pode assegurar que ocorreu, porém sua vontade de fazê-lo foi expressada nas Sagradas Escrituras
Agora, porém, não tendo mais campo para meu trabalho nestas regiões e desejando há muitos anos chegar a vós, irei quando for para a Espanha. Espero ver-vos na minha passagem e ser por vós encaminhado para lá, depois de ter saboreado um pouco a alegria de vossa presença. Mas agora vou a Jerusalém a serviço dos santos. A Macedônia e a Acaia houve por bem participar de alguma forma das necessidades dos santos de Jerusalém que estão na pobreza. Houve por bem, é verdade, mas eles lhes eram devedores: porque se as nações participaram dos seus bens espirituais, devem, por sua vez, servi-los nas coisas temporais. Quando, pois tiver resolvido este encargo e tiver entregue oficialmente o fruto da coleta, passarei por vós a caminho da Espanha.— Romanos 15,23-28
No início do século IV, ocorreu em Ilíberis, uma cidade perto da atual cidade de Granada, o Concílio de Elvira, o mais antigo dos quais as atas ainda estão conservadas. Compareceram 19 bispos e 24 presbíteros para lidar com questões de natureza disciplinar, de modo que, naquela época, a Igreja já representava uma força social próspera e tinha uma estrutura bem organizada na península, organizada em dioceses, que tinham sede nas principais cidades.

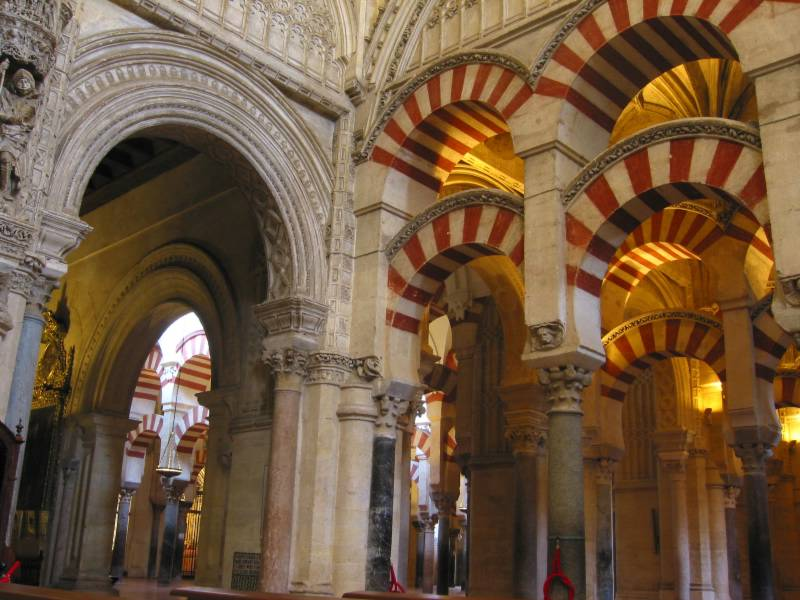
A Catedral de Córdoba, integrada nas naves da mesquita muçulmana, por sua vez, construída sobre a Basílica de São Vicente Mártir.

Depois de ser declarada a religião oficial do Império Romano em seu último século, o cristianismo sofreu as dificuldades de uma Idade Média prolongada, e começou a experimentar a segregação entre o arianismo, trazido pelos invasores bárbaros, e o catolicismo dos hispano-romanos (até a conversão do Rei dos visigodos, Recaredo I, em 586). O período visigodo-católico foi um momento de grande florescimento da Igreja na Espanha, em que foram realizadas dezenas de concílios, entre eles os Concílios de Toledo, e destacou uma série de personagens como Isidoro de Sevilha, Bráulio de Saragoça e Ildefonso de Toledo, entre muitos outros. Nos últimos séculos da Idade Média a Espanha testemunhou tanto a tolerância social quanto as tentativas de erradicação entre as religiões alternadamente dominantes, marcadas por confrontos entre o cristianismo e o islamismo, primeiro na conquista muçulmana da Península Ibérica, e mais tarde na Reconquista, quando os cristãos recuperaram seu território.

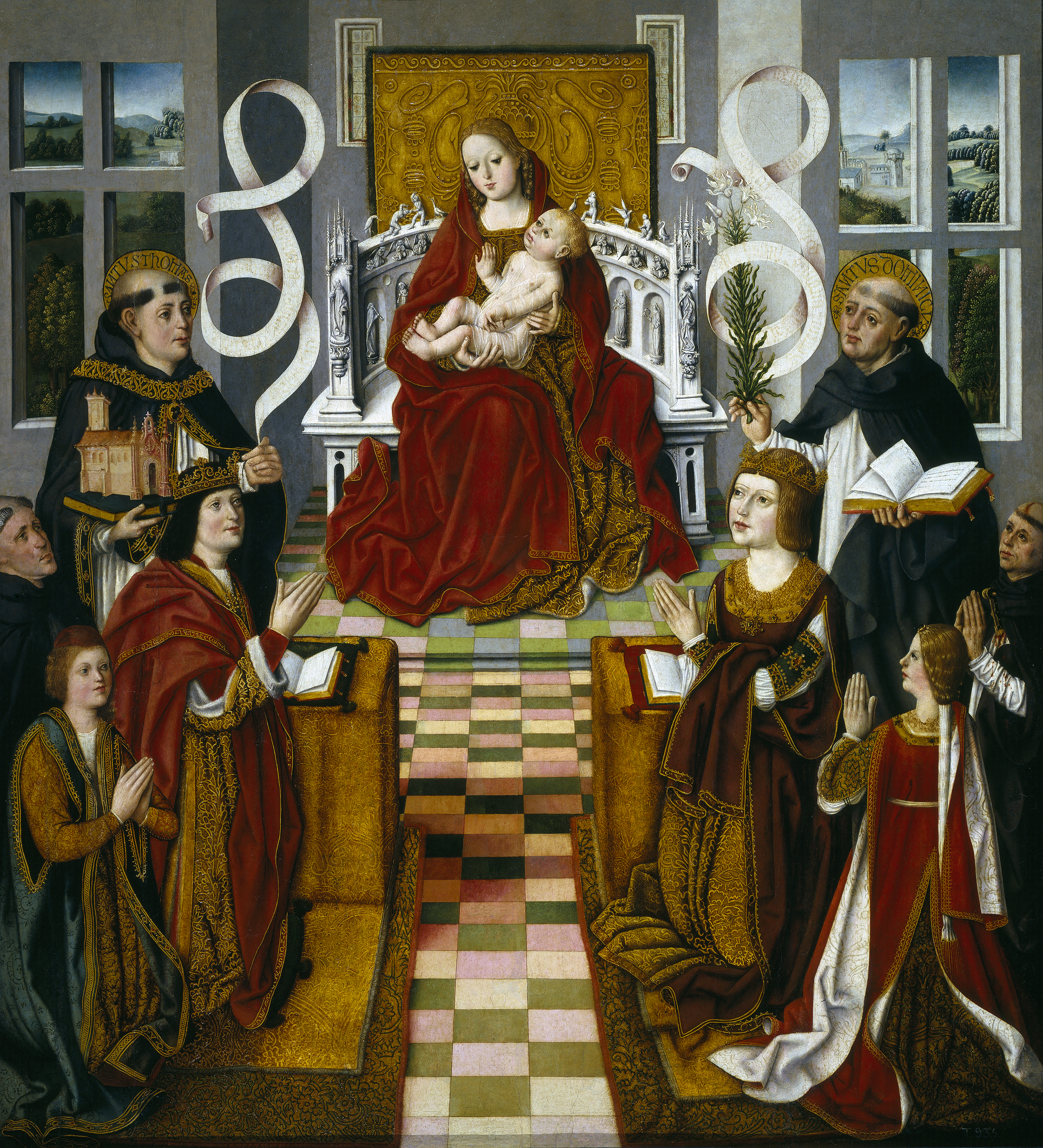
A Virgem dos Reis Católicos. À direita da Virgem Maria, o rei Fernando II e o príncipe João (com o inquisidor); à esquerda, a rainha Isabel, com a sua filha Isabel. Em pé, Santo Tomás de Aquino e São Domingos de Gusmão.

A conformação dos reinos que acabaram se unindo na Monarquia Católica do Antigo Regime, foi feita em grande parte através da construção de uma personalidade fortemente religiosa, representativa do domínio social do grupo que se identificava com o conceito etnicamente excludente do cristão-velho, e que levou àquilo que pode ser chamado de "política máxima religiosa" de Reis Católicos, incluindo a criação da Inquisição espanhola, expulsão dos judeus, conversão forçada dos mouros, também com uma grande reforma institucional do clero, a cargo de Francisco Jiménez de Cisneros, conhecido como Cardeal Cisneros.
A Igreja espanhola da Idade Moderna, viveu um período em que, juntamente com a Idade Média, desempenhava grande atuação civil, trabalhando a favor da monarquia e pouco acessível às ideias provenientes da Reforma Protestante, e por isso, não gerou conflitos religiosos da Espanha comparáveis aos ocorridos na França, Inglaterra, Alemanha e Hungria na mesma época. A Espanha, garantiu o consenso interno em questões religiosas, graças à forte presença social da Igreja Católica. Os reis da Casa de Habsburgo diziam defender em seus conflitos externos na Europa, no Mediterrâneo e, nas colônias americanas, a evangelização dos povos.
Por outro lado, houve debates muito fortes, como o que ocorreu em torno do Erasmismo, ligado à resistência à modernização nas ordens religiosas.  Durante o século XVI, um movimento reformista de natureza mística foi criado, implicando em muitos confrontos com a ordem dos carmelitas, como Santa Teresa de Ávila e São João da Cruz; também no contexto da Contrarreforma, houve a fundação da Companhia de Jesus por Santo Inácio de Loyola.

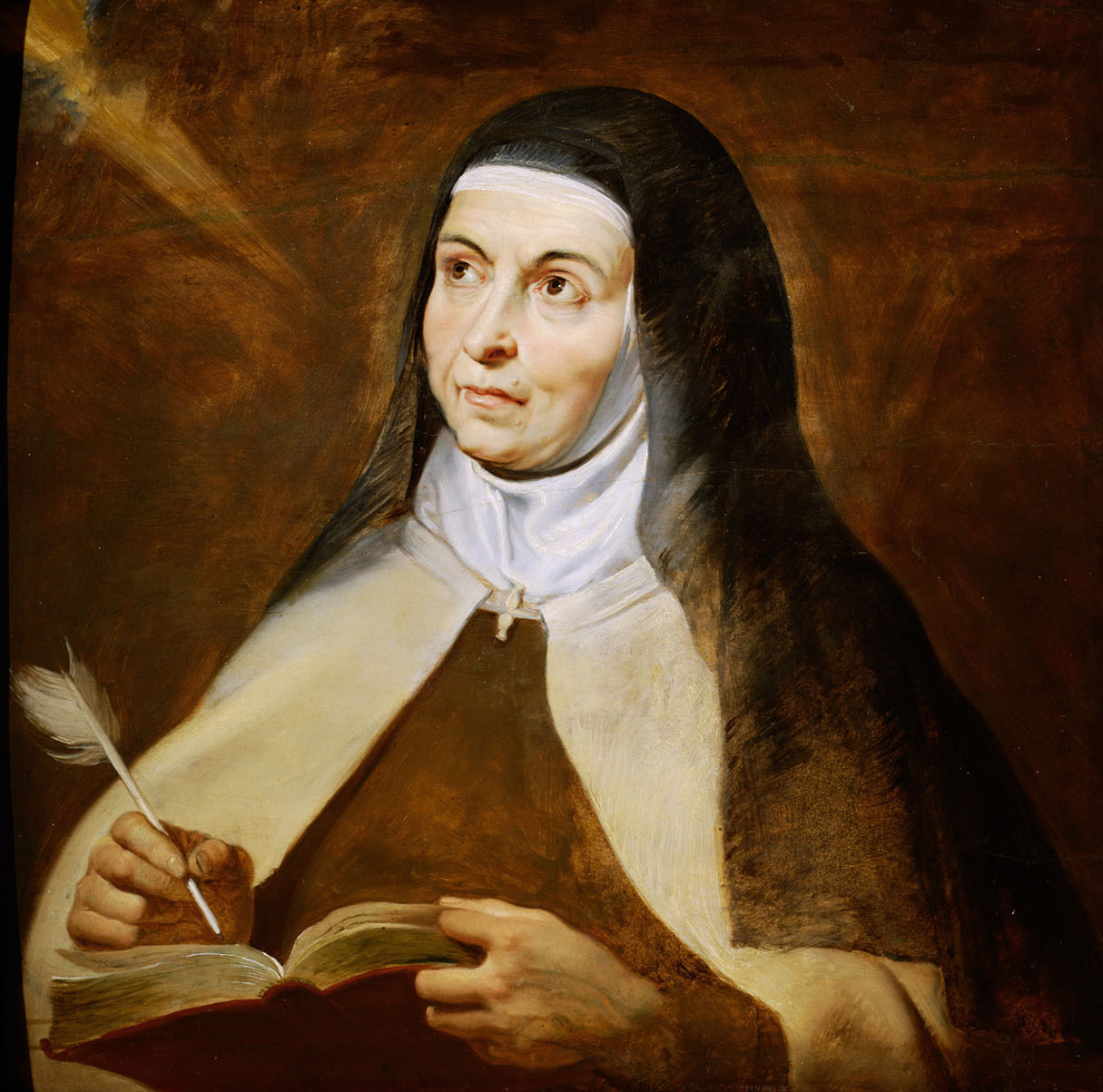
Santa Teresa de Ávila.
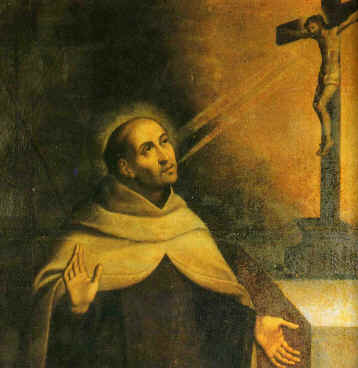
São João da Cruz.
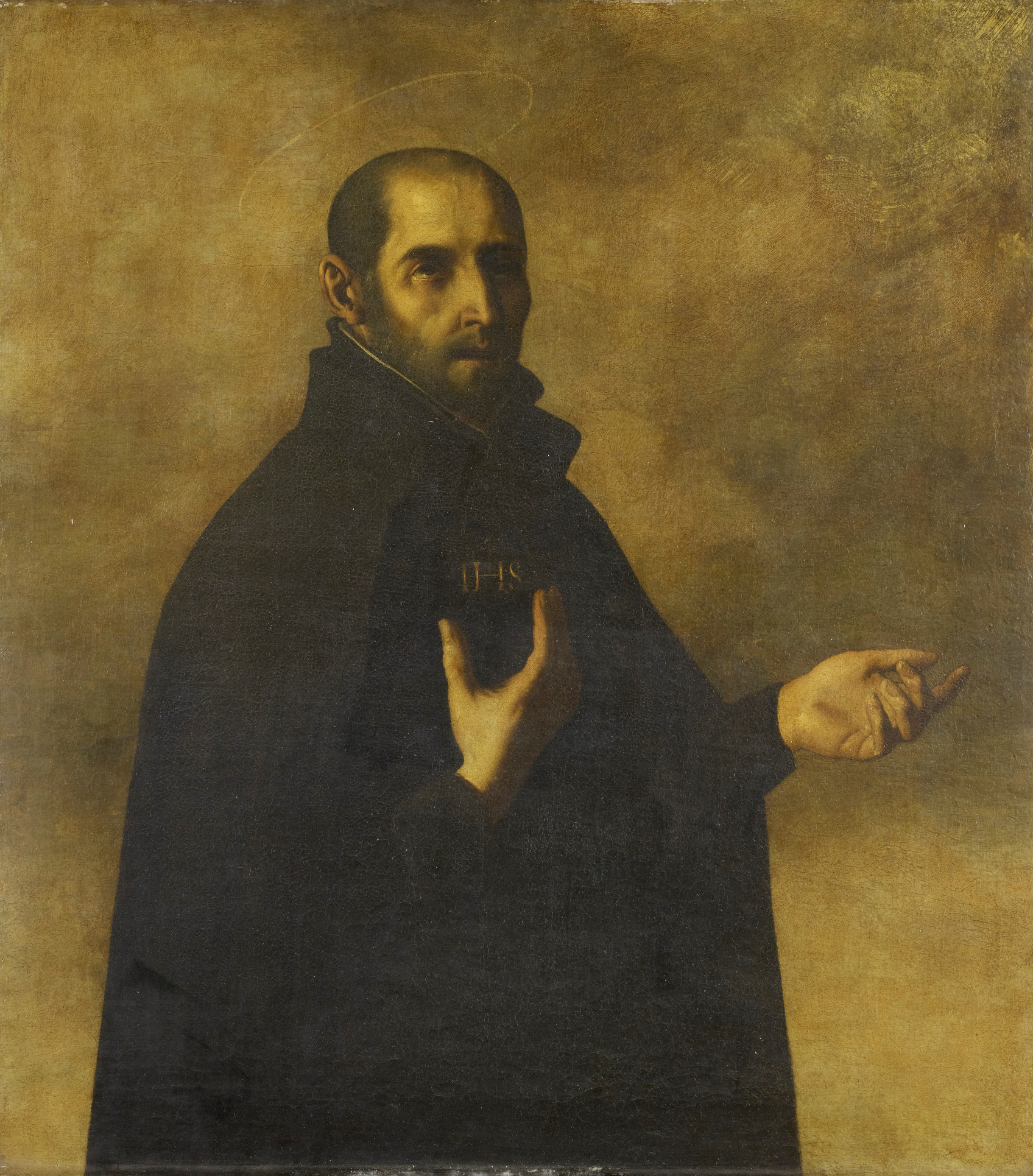
Santo Inácio de Loyola.

Também no século XVI, emergiram os primeiros missionários espanhóis, especialmente na América e Ásia. Exemplos disso são o jesuíta São Francisco Xavier (chamado "Apóstolo da Índia"), que evangelizou a Índia, a China e o Japão); São José de Anchieta (o "Apóstolo do Brasil"); o franciscano São Junípero Serra (o "apóstolo da Califórnia"); São Pedro de Betancur (o "apóstolo da Guatemala"); e o dominicano Beato Tomás de Zumárraga (missionário no Japão); entre outros.
A igreja espanhola durante o Antigo Regime era uma instituição fundamental para a manutenção do antigo regime social da Espanha Moderna. De acordo com estudos realizados por Virgilio Pinto ficou evidente que a Igreja Católica da Espanha foi uma das instituições com maior poder social e econômico em toda a Europa. Ao discutir as relações da Igreja Católica com a monarquia da Espanha, dois conceitos são importantes: a religiosidade e a Igreja como uma instituição sujeita aos interesses da Coroa e do próprio Vaticano. No século XVIII, começou-se o debate do jansenismo e do regalismo. Nesse sentido, vemos o debate se a Igreja da Espanha foi controlada pela Coroa. Nos tempos do rei Carlos III, ele assim o queria, adotando uma postura persecutória e ditatorial conta a Igreja. Há duas razões fundamentais: o primeiro foi a ambição do Estado para controlar a Igreja, uma instituição que exerce controle efetivo sobre a ideologia do povo e um desejo de uso da igreja por uma elite ministros voltairianos que atacavam a boa vontade do rei. A segunda teoria é que o estado queria reformas para a Igreja, acusando-a de "corrupta e de desequilibrada".

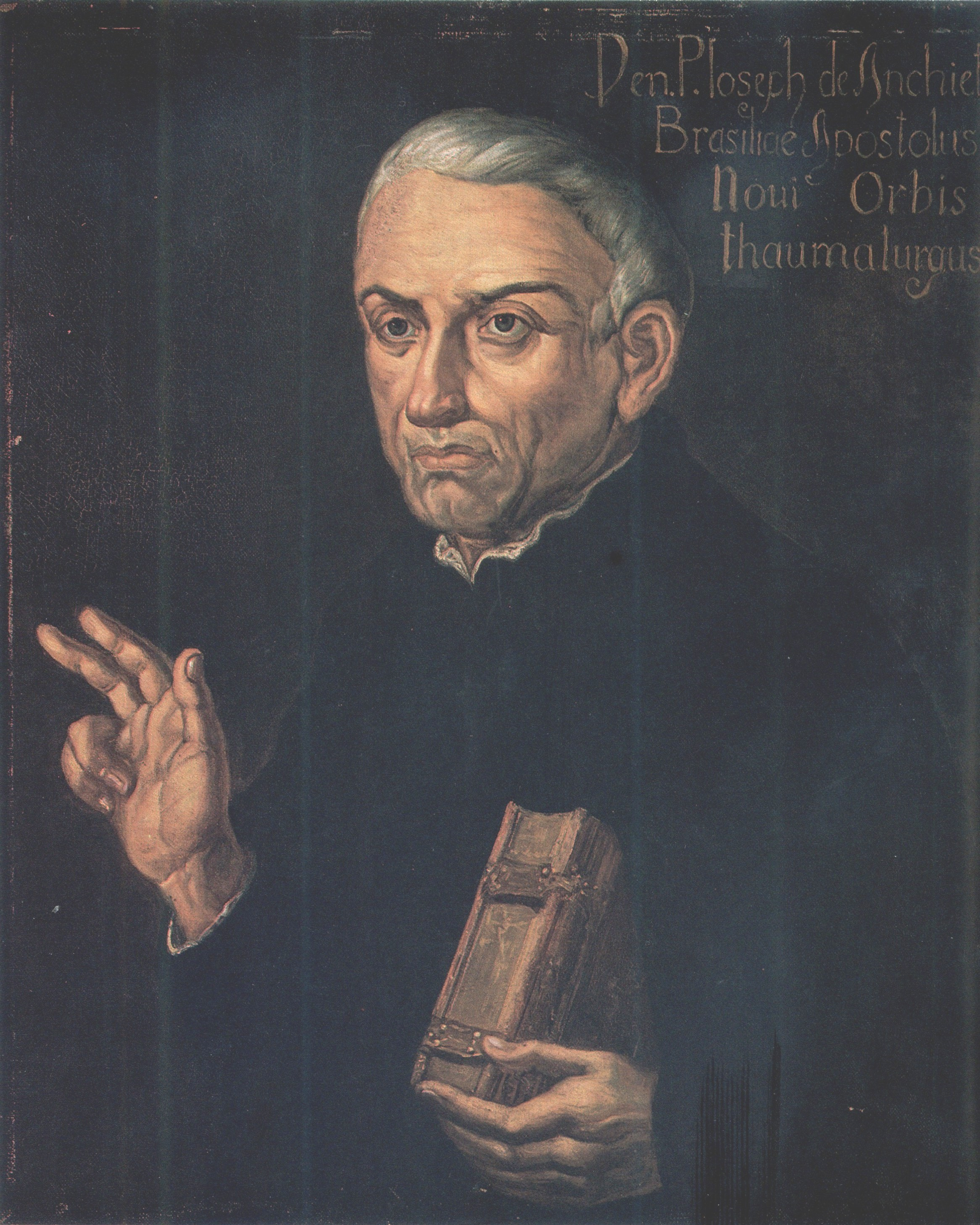
São José de Anchieta (1534-1597), missionário jesuíta espanhol no Brasil e um dos fundadores das cidades de São Paulo e do Rio de Janeiro.

Além disso, a Igreja espanhola no século XVIII apresentou consideráveis problemas internos. Foi uma das igrejas que mais rapidamente adotaram as premissas estabelecidas no Concílio de Trento. Um dos principais problemas foi o grande aumento do clero na era moderna, mas especialmente do clero regular, embora nesse mesmo século o número tenha voltado a estacionar. Mas, como diz Pinto, resultou num clero mal distribuído, devido ao grande número de sacerdotes. Em primeiro lugar, vemos uma desigualdade importante, em 1747, dos 165.663 sacerdotes da Espanha, quase 130.000 estavam em Castela e apenas 38.234 em Aragão. No final do século XVIII, o número era de 182.564 sacerdotes, mas havia diminuído em relação ao ano de 1768, quando havia 191.101. Além disso, houve uma enorme desigualdade entre os sacerdotes regulares e seculares. Esses problemas internos da Igreja também ocorreram nas esferas econômica e profissional. Um exemplo é o estudo do clero na cidade de Madri durante o século XVIII, onde vemos a enorme desigualdade social que existia. Em um ato de perseguição religiosa, Carlos III proibiu a entrada de sacerdotes na cidade e instituiu um tribunal para evitar que os sacerdotes caminhassem pelas ruas. Como muitos deles chegavam à capital sem recursos, acabavam sendo enviados de volta ou até mesmo a hospícios. O rei perseguidor também fez reformas profundas para evitar que a religiosidade se tornasse dogma e também para limitar seu impacto social, por pensar (erroneamente) que ela era um elemento que tornou a sociedade espanhola economicamente improdutiva.
A Crise do Antigo Regime destruiu a base econômica e e reduziu a influência do clero sobre a população, bem como grande parte do consenso social existente até então, da ideia de Duas Espanhas, onde se convivia com um anticlericalismo opositor e o catolicismo, por vezes fundamentalista: uma das rachaduras de separação que os levaram à Guerra Civil Espanhola. Isto foi justificado como uma cruzada pelo clero, vítima de uma repressão muito violenta, descrita como perseguição religiosa, e recordada desde o pontificado de São João Paulo II com canonizações em massa dos Mártires da Guerra Civil Espanhola.

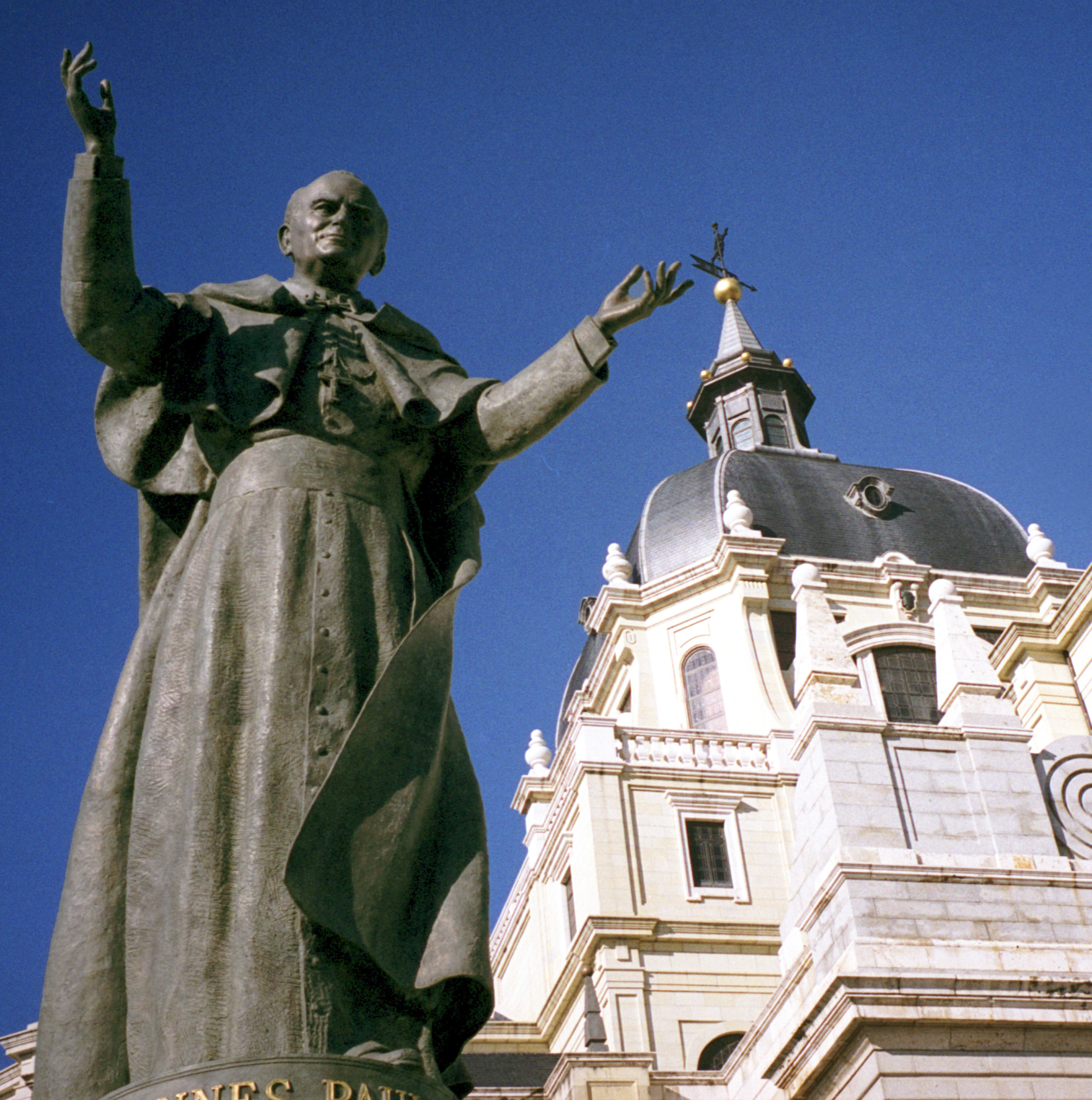
Estátua de São João Paulo II diante da Catedral da Almudena de Madri, a última construída na Espanha e a única de sua história consagrada por um Papa.

Após o Concílio Vaticano II, a hierarquia católica aparece dividida entre uma orientação conservadora e outra progressista, para a qual as comunidades de base cristãs chegam ao censenso de oposição ao franquismo. Encabeçando esta ruptura com o regime, estava o cardeal Vicente Enrique e Tarancón, presidente da Conferência Episcopal Espanhola, e cuja nomeação foi um ponto de de conflito nas relações entre a Igreja Católica e o franquismo.
A Transição Espanhola trouxe, por meio da Constituição de 1978, o estado aconfessional e a liberdade religiosa completa, que também reconhece o estatuto privilegiado da Igreja Católica. As consequentes relações de cooperação relacionadas ao financiamento e à educação deram origem, já em democracia, a alguns confrontos com mobilizações. Outras questões que se dividem a Conferência Episcopal Espanhola de governos sucessivos foram questões relacionadas à moral, como divórcio, aborto e casamento entre pessoas do mesmo sexo, os quais a fé católica rejeita.
A recente incorporação à sociedade espanhola de numerosos contingentes de imigrantes expandiu a presença de confissões cristãs não católicas, além do aumento desordenado da população muçulmana. Todavia, o maior desafio da Igreja Católica na Espanha é a secularização da sociedade e o crescimento de adeptos do franquismo. No entanto, a permanência de manifestações tradicionais da religiosidade popular, responsáveis pela existência da identidade local de praticamente todas as cidades e regiões espanholas e novas instituições com presença social decisiva (Caritas, faculdades religiosas, meios de comunicação como a COPE, etc.) continuam a fazer da Igreja Católica uma importante referência ideológica e social em toda a Espanha.

## Organização territorial

Mapa das dioceses da Espanha. Cada cor indica uma província eclesiástica e, em uma sombra mais escura, a arquidiocese que a preside é indicada.

A Igreja Católica tem 14 províncias eclesiásticas que cobrem toda o território espanhol. Estas são divididas por sua vez em dioceses, sob o governo pastoral de um bispo, sendo uma delas a arquidiocese (cujo bispo recebe o título de arcebispo ou bispo metropolitano, e cada província toma o nome da arquidiocese e seu arcebispo e preside o resto das dioceses sufragâneas.
No total, existem 69 dioceses, às quais devemos adicionar o ordinariato militar espanhol que é voltado para  as Forças Armadas espanholas, com sede em Madri.
A Conferência Episcopal Espanhola é uma instituição permanente composta por todos os bispos da Espanha com o objetivo de exercer conjuntamente algumas funções pastorais. Cada diocese é autônoma, de modo que a Conferência Episcopal não é, em nenhum caso, uma "grande diocese" que abrange os outros, mas uma assembleia de todos os bispos diocesanos.

## Número de fiéis e prática religiosa
De acordo com os registros das atividades da Igreja de 2012, na Espanha existem 34.496.250 batizados, que representam 73% da população. Eles estão organizados em aproximadamente 70 dioceses e arquidioceses.

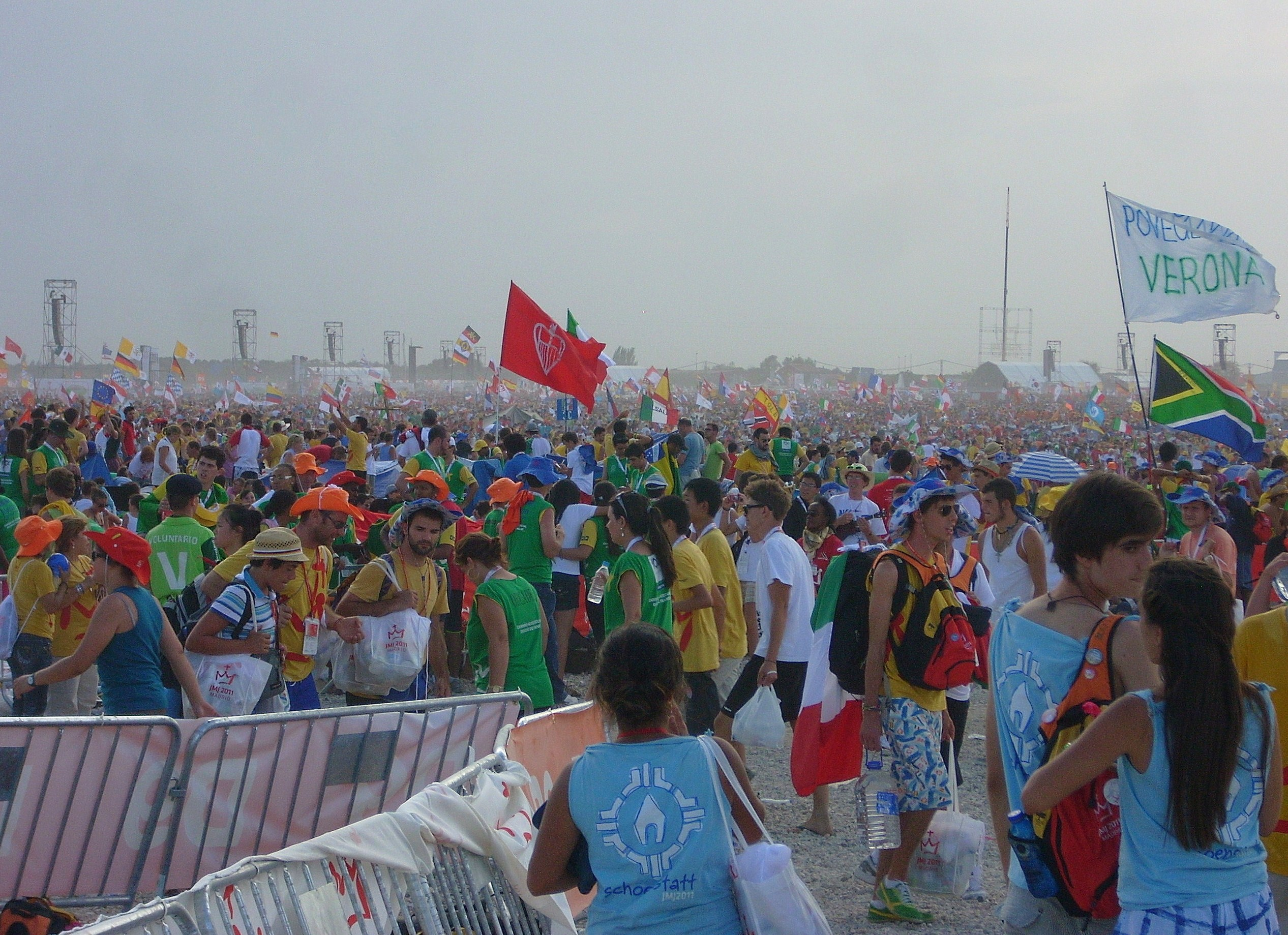
Apesar do crescimento da secularização, a Espanha mantém-se um país com forte influência católica. A foto em destaque refere-se à Jornada Mundial da Juventude de 2011, que foi realizada em Madri, e contou com a presença de mais de 600000 pessoas

Em janeiro de 2017, o Centro de Pesquisa Sociológica publicou uma pesquisa feita com 2.490 adultos residentes na Espanha. De acordo com esta pesquisa, 69,8% dos inquiridos se definiram como "católicos". Por outro lado, para a questão da participação aos ritos (católicos ou não), sem considrear as ocasiões sociais (casamentos, primeiras comunhões), 58,9% disseram que não vão "quase nunca", 15,2% vão "várias vezes" ao ano ", 8,2% participaram várias vezes ao mês, e 14,3%" quase todos os fins de semana e feriados ". 1,8% disseram que vão "várias vezes por semana".
A grande maioria dos jovens espanhóis, incluindo muitos que se autoidentificam como católicos, discordam da posição da Igreja em questões como sexo antes do casamento, orientação sexual e contracepção.
De acordo com dados do Eurobarômetro de 2008, outra fonte independente, apenas 3% dos espanhóis consideravam a religião como um dos seus três valores mais importantes, enquanto a média europeia é de 7%.
| Evolução do sentimento religioso na Espanha - CIS | |
| --- | --- |
| Esta página contém um gráfico que utiliza a extensão <graph> . A extensão está temporariamente indisponível e será reativada quando possível. Para mais informações, consulte o ticket T334940 . | |
| Católicos Irreligiosos e ateus Outras religiões | |
| | Esta página contém um gráfico que utiliza a extensão <graph>. A extensão está temporariamente indisponível e será reativada quando possível. Para mais informações, consulte o ticket T334940. |

### Números oficiais de sacerdotes, religiosos e seminaristas
- De acordo com os registros do ano de 2014, publicados em junho de 2016 pela Conferência Episcopal Espanhola (CEE),[37] A Espanha tinha: 18 813 sacerdotes.[38] O número total de sacerdotes tem oscilado nas últimas décadas. Houve redução por vários anos, passando de 24 300 em 1975 para 19 307 em 2005. Mais tarde, houve aumento nos sacerdotes, chegando a 24.778 no final de 2010.[39]
- De acordo com esta mesma fonte, havia também na Espanha 918 mosteiros com 9 153 monges e monjas enclausurados, 8 672 freiras de vida apostólica e 57 531 religiosas. De acordo com os dados de 2017 da Confer – Conferências de Religiosos Espanhóis –, havia 1.279 pessoas na Espanha em formação religiosa: 935 temporárias (699 mulheres e 236 homens) e 344 noviciados (243 mulheres e 101 homens). O número de freiras reduziu em 6,9%, para 54.160 no período 2000-2005.[40] A diminuição dos religiosos foi observada nos anos seguintes; no final de 2011 eram 50.337.[39]
- De acordo com os números oficiais da CEE,[41] Entraram para os seminários espanhóis 1.247 homens maiores durante o ano letivo de 2016–17. Quanto a esses números, também houve oscilações. Após alguns anos de declínio (entre 2006 e 2010), houve um aumento (em 2012), embora o número de 2006 aida não tenha sido recuperado. Para o ano letivo de 2006–2007, houve 1397 seminaristas maiores, enquanto no período 2012–2013 o número era 1307.[42]

No decurso do século XXI, o número de pessoas que residem em instituições coletivas de natureza religiosa caiu pela metade: conventos, seminários, mosteiros, abadias e estabelecimentos similares. Em 2001, havia 41 137 e em 2011 18 487 residentes, de acordo com os Censos de População e Habitação preparados pelo Instituto Nacional de Estatística, esta queda de 40% entre 2001 e 2011 ocorre após a queda de 30% registrada nos anos 90.

## Arte e turismo
Igualmente à Igreja Católica na França, a igreja espanhola abrigou um dos maiores depositários de arte e arquitetura religiosa do mundo, incluindo a Sagrada Família por Antoni Gaudí, em Barcelona, a Catedral de Granada, a Catedral de Santiago de Compostela, a Catedral de Sevilha, a Catedral de Toledo e a Catedral da Assunção de Nossa Senhora, em Córdoba.
Em 2014, dos 3.168 edifícios de interesse cultural da Igreja Católica da Espanha, 18 foram declarados Patrimônio Mundial pela Unesco e 78 catedrais. O turismo religioso, associado aos bens de interesse cultural, representa 2,17% do PIB espanhol, enquanto as festas religiosas contribuem com 0,95% do PIB.
Na Espanha também há uma das principais rotas de peregrinação do cristianismo, o Caminho de Santiago, que nos últimos anos experimentou notável revitalização. Em 2012, por exemplo, cerca de 192.000 pessoas o visitaram.

## Financiamento
Em questões econômicas, a Igreja Católica não é uma entidade centralizada, mas as diferentes jurisdições, como dioceses, paróquias, fraternidades, associações dos fiéis, etc., são titulares de seu patrimônio e o administram de forma autônoma, obtendo os recursos estabelecidos no Direito Canônico e no Direito Civil.

### Fontes de financiamento

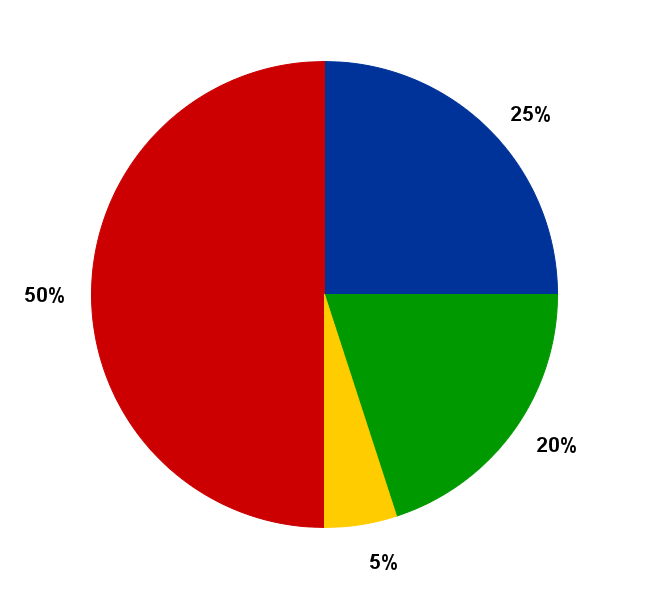
Fontes de financiamento da Igreja Católica na Espanha:
Contribuições diretas dos fiéis
Dedução tributária
Rendimento do parimônio da igreja
Outras fontes de financiamento